# Fraude à la paternité
La fraude à la paternité, aussi connue sous l'expression de non-paternité, est une fraude dans laquelle une mère attribue sciemment la paternité de son enfant à un homme qui n'est pas le père biologique de l'enfant, créant ainsi un lien de filiation juridique entre le père, la mère et l'enfant.
Cette fraude peut avoir différentes motivations comme, principalement, l'obtention d'une pension du prétendu père à la mère, ou l'obtention de la nationalité du père pour l'enfant et l'obtention d'un visa pour la mère.
Ce type d'escroquerie, autrefois puni par les lois criminalisant l'adultère, n'engendre plus aucune sanction judiciaire en France depuis la dépénalisation de ce dernier.
En France, le test de paternité ne peut être réalisé légalement que sous décision de justice auprès du tribunal de grande instance et uniquement pour contester une filiation ou contester des subsides.
Dans les juridictions où le principe de présomption de paternité est en vigueur, le concept de fraude à la paternité ne peut s'appliquer que pour la filiation naturelle, c'est-à-dire pour les enfants nés hors mariage, car dans le cadre du mariage c'est le principe sus-nommé qui s'applique.  L'article 3 de la convention européenne sur le statut juridique des enfants nés hors mariage stipule que la paternité d'un enfant né hors mariage peut résulter d'une décision juridictionnelle.  Le concept de fraude à la paternité est donc pertinent lorsque les éléments utilisés pour justifier cette décision sont susceptibles d'être frauduleux.

## Occurrence
Une étude menée au Royaume Uni, publiée en 2016, montre qu'un père britannique sur cinquante élève un enfant qu'il pense être le sien, mais dont il n'est pas le père biologique, reflétant ainsi le taux d'infidélité chez les femmes, qui est estimé entre 5 et 27 % chez les femmes âgées de moins de 27 ans.
En 1980, une étude menée en France au sein de l'INSERM auprès de 171 familles et basée sur les groupes sanguins ont détecté 25 exclusions, ce qui correspond à 14,5 % de non-paternité. Cette méthode est toutefois moins précise que le test de paternité basé sur l'ADN. Mais cette étude n'est plus considérée comme valide, comme la plupart des études qui se sont déroulées entre les années 1950 et 1980 sur le sujet.
Entre 1991 et 1998, des taux de non-paternité ont été mesurés dans différents pays : 4,0 % (Canada), 2,8 % (France), 1,4 % et 1,8 % (Royaume-Uni), 11,8 % (Mexico, Mexique), et 0,8 % (Suisse). Cependant, les sujets étudiés peuvent ne pas être représentatifs, du fait que les parents qui ont participé aux études ont donné leur consentement et connaissaient le sujet de l'étude. Par ailleurs, une étude relevant les cas où des tests de paternités ont été demandés et obtenus, l'incidence de non-paternité était comprise entre 17 % et 33 % (avec une médiane à 26,9 %). Les sujets pour lesquels l'incidence est la plus élevée sont les jeunes parents, les couples non-mariés, les catégories sociaux-professionnelles les moins élevées, ainsi que les membres de certains groupes culturels.
En 2005, une recherche scientifique portant sur diverses études internationales a estimé une incidence comprises entre 0,8 % et 30 % (avec une médiane à 3,7 %).
Une étude de 2008 menée au Royaume-Uni par la Child Support Agency a estimé qu'environ 0,2 % des pères étaient mal identifiés.